# ادواردو سرا
ادواردو سرا (انگلیسی: Eduardo Serra؛ زادهٔ ۲ اکتبر ۱۹۴۳) یک فیلم‌بردار، و کارگردان اهل پرتغال است. 
وی فیلم‌بردار فیلم‌هایی همچون هری پاتر و یادگاران مرگ - قسمت اول، هری پاتر و یادگاران مرگ - قسمت دوم و الماس خونین بوده است، سرا برنده جایزه بفتا بهترین فیلم‌برداری در سال ۱۹۹۷ برای فیلم بال‌های کبوتر شده است.